# Frontière entre la Virginie et la Virginie-Occidentale

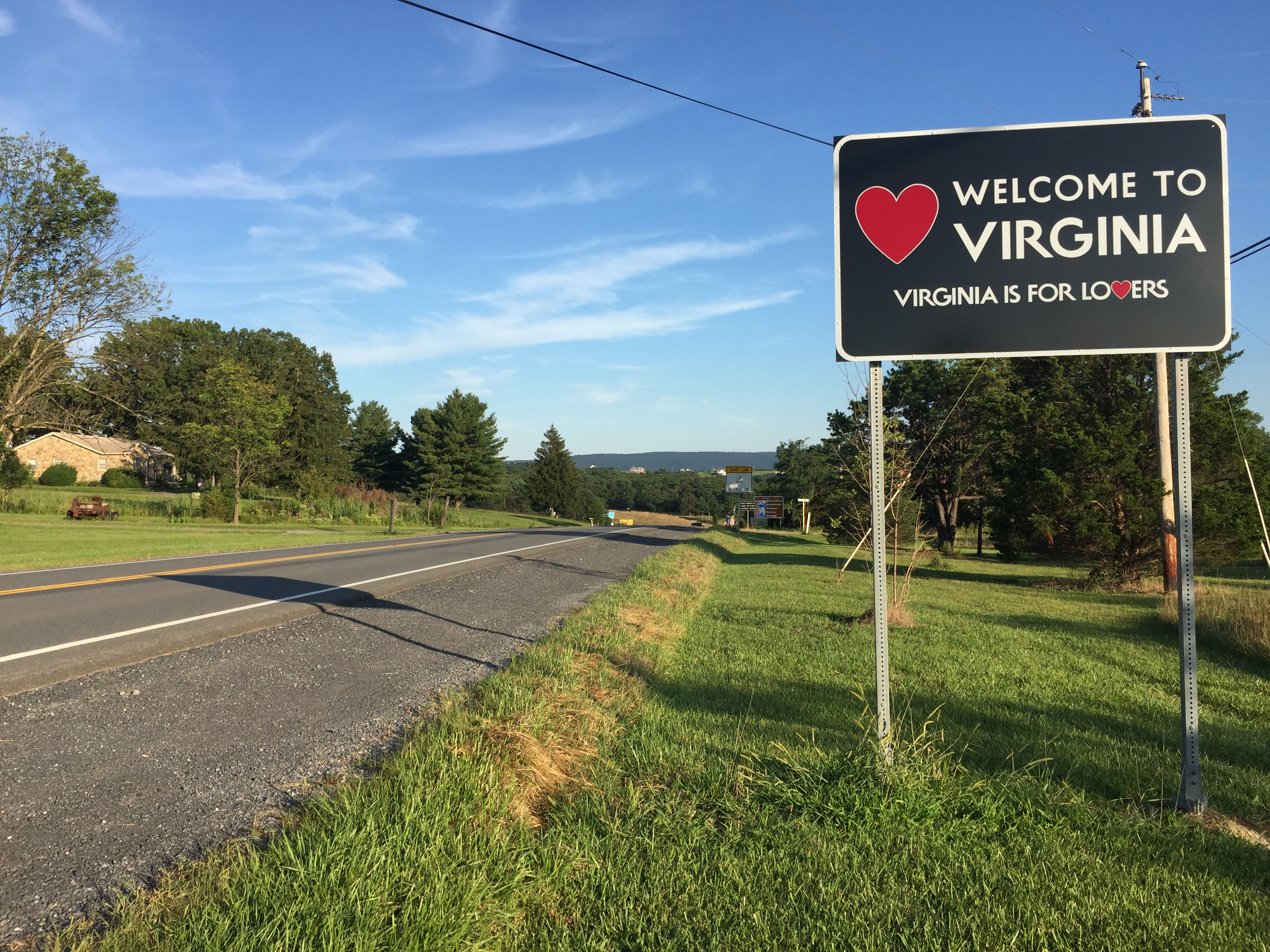
Entrée en Virginie depuis la Virginie-Occidentale.

La frontière entre la Virginie et la Virginie-Occidentale est une frontière intérieure des États-Unis délimitant les territoires de la Virginie à l'ouest et la Virginie-Occidentale à l'est.
Elle fut créée en 1863 lors de la Guerre de Sécession, au moment où les comtés du nord-ouest de la Virginie refusèrent de quitter l'Union pour rejoindre les États confédérés.
Son tracé suit essentiellement la ligne de crête des montagnes Blue Ridge.